# جائزة المجر الكبرى 2005
جائزة المجر الكبرى 2005 (بالإنجليزية: 2005 Hungarian Grand Prix)‏ هو سباق فورمولا 1 أقيم بتاريخ 31 يوليو 2005 في حلبة المجر، بودابست. كان الثالث عشر من أصل 19 في بطولة العالم لسباقات الفورمولا واحد موسم 2005. حلّ الفنلندي كيمي رايكونن أولا بينما جاء الألماني مايكل شوماخر في المركز الثاني وحصل على المركز الثالث الألماني رالف شوماخر.